# The Process Church of The Final Judgment
The Process Church of the Final Judgment var en sekt, aktiv 1965–1975, som hade växt fram ur scientologin men vars teologi var en blandning av kristendom, gnosticism och nyreligiositet.

## Sekten
1963 träffades Robert DeGrimston Moor och Mary Ann MacClean på Scientologikyrkan, Fitzroy street, London. Två entusiastiska  
auditörer som gifte sig 1964 och skapade sin egen version av Alfred Adlers och L Ron Hubbards teorier, som de kallade CA, Compulsion Analysis. Efter att ha lyckats samla en grupp sympatisörer kring processen CA, bildades 1965 The Process Church of the Final Judgment med kontor på Wigmore street, London W1. DeGrimston odlade sin makt och sina "gudomliga krafter" och kom att kallas Kristus av Carnaby street.
1966 sökte sekten, som nu bestod av 30 anhängare och kallade sig för The Processeans, en fristad västerut. Först i Nassau, Bahamas och därefter på Yucatánhalvön i Mexiko. Det dröjde dock inte lång tid innan gruppen var tillbaka i London, nu på adressen Balfour place i lyxiga Mayfair. Där öppnade man också kaféet Satan's Cave, en bokhandel, möteslokalen The Alpha Room samt en biograf.
1968 hade sekten etablerat kyrkor i New York, Boston, New Orleans, Los Angeles och San Francisco samt rekryterat NPD-medlemmar för en filial i Tyskland. Tidningen The Process magazine startades, en radiostation WBZ i Boston och man började bedriva samhällstjänst för att ligga rätt i tiden nu under 1970-talet. Men rörelsen krympte, dess status och position var i fara. Den 6 april 1974 informerade Mary Ann MacClean sin man Robert DeGrimston att han var utesluten ur The Process Church med omedelbar verkan. Sekten levde vidare under vaga former och 1993 upplöstes The Process Church of The Final Judgment definitivt då deras tro och läror förklarades föråldrade och arkiven förstördes.

## Kändisar
- Charles Manson påstås ha varit medlem i sekten. Medlemmar från the Process Church besökte Manson i fängelse och han skrev en artikel i deras tidning.
- Timothy Wyllie omtalad arkitekt och grafisk formgivare var medlem under många år, kallad Father Micah, art director på The Process magazine och skrev Love Sex Fear Death: The Inside Story of the Process Church of the Final Judgment (2009 Feral House) ISBN 9781932595376.
- Malachi McCormick, en fd irländsk affärsman, kallad Father Malachi, medlem av den inre kretsen och var redaktör för the Process magazine.
- Hope White, en sydafrikansk/brittisk arkitekt, kallad Mother Greer, tillhörde den inre kretsen.
- Sammy Nasr, a student från San Francisco, kallad Father Joab, senior medlem av den inre kretsen, arkivarie av kultens fotografier och föremål, en av dem som höll ut längst.
- Marianne Faithfull medverkade i The Process magazine.
- Robert Irwin, författare, deltog i möten i the Alpha Room.
- Bruce M Davis från Mansonfamiljen var aktiv inom kulten och Scientologerna i London.
- Genesis P-Orridge stod kulten nära och refererade ofta till den. Aktiv inom Sabbath Assembly.
- Kenneth Anger deltog och filmade kultens möten.
- John Waters upptäckte kulten i New Orleans.
- Winter Laake, författare och ockultist, som hedrat Robert DeGrimston i ord och ton.
- Alessandro Papa grundade 2014 i Italien New Processean Order.